# Аберт (озеро)
Аберт (англ. Lake Abert) — мелкое щелочное озеро в округе Лейк, штат Орегон, США. Длина озера составляет 24 км, а ширина 11 км в самом широком месте. Оно расположено в 5 км к северо-востоку от небольшой долины Фолс в штате Орегон. Озеро было названо в честь полковника Джона Джеймса Аберта исследователем Джоном К. Фремонтом во время его экспедиции 1843 года в центральный Орегон. Из-за щелочных вод в озере не водится рыба, однако, имеется популяция креветок — артемий, которая поддерживает множество прибрежных птиц. Озеро также является важной остановкой на пути миграции птиц, известном как Тихоокеанский пролёт. Высота над уровнем моря — 1298 м.

## Древнее озеро Чавокан
Засушливая земля вокруг озера Аберт когда-то была плодородной. В эпоху плейстоцена обширные районы юго-центральной части штата Орегон были покрыты озёрами и водно-болотными угодьями. По мере того, как последний ледниковый период заканчивался, дожди и сток от тающего снега заполонили низменности по всему региону Большого бассейна, создав огромное пресноводное озеро Чуавокан. Оно покрыло 461 кв. миль (1190 км²) на глубине[уточнить] до 375 футов (114 м).

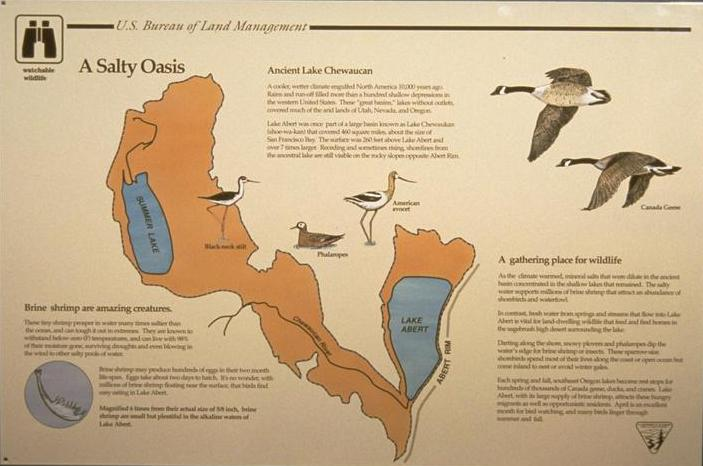
Озеро Чавокан

Озеро Чевокан покрывало бассейны рек Аберт и Летнее озеро в течение поздней эпохи плейстоцена. Самое раннее свидетельство возможной человеческой деятельности в районе озера были обнаружены в пещере Пейсли Лютером Крессманом в конце 1930-х годов. Артефакты указывали на присутствие здесь человека около 11 000 лет назад. Дальнейшие раскопки Деннисом Дженкинсом в 2002 году показали, что человек присутствовал в районе озера уже 14 300 лет назад.
Чевокан начал высыхать в конце эпохи плейстоцена, образовав озеро Аберт и Летнее озеро. Сегодня они находятся на расстоянии 32 км друг от друга.

## Озёрная среда

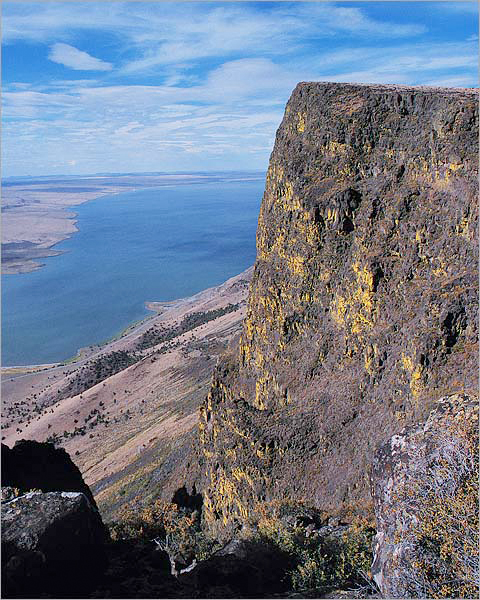
Вид сверху на озеро Аберт

Озеро имеет удлинённую треугольную форму и занимает около 150 км². Несмотря на свои размеры, максимальная глубина озера составляет всего 3,4 м (11 футов). Его средняя глубина — 2,1 м (7 футов).
Восточная сторона озера Аберт ограничена откосом Аберт-Рим, который поднимается на высоту более 760 м над поверхностью озера. На западе озеро граничит с длинным хребтом Коглан-Баттес, а на севере — с Колман-Хиллс. Единственный источник пресной воды поступает из реки Чевокан, которая впадает в озеро на юге.
Площадь водосбора озера составляет 2100 км². Поскольку у озера нет стока, в его воде образуются высокие концентрации карбонатов натрия, соли и щёлочи. Некоторые залежи полезных ископаемых видны[уточнить] на валунах на высоте 300 футов (91 м) над поверхностью озера.

## Экология

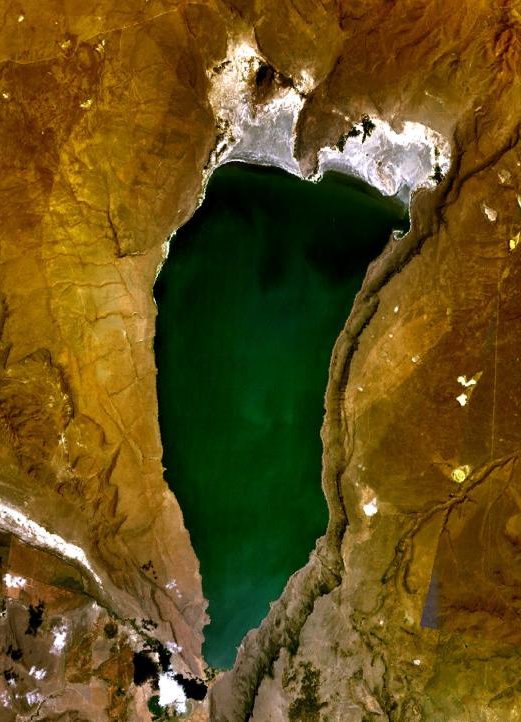
Спутниковый снимок Аберта

Рыба не может выжить в озере из-за высокой солёности и содержания щелочи, однако имеется популяция креветок. Это обеспечивает питание для разнообразных прибрежных птиц, в особенности, снежных ржанок. Озеро также является остановкой для многих видов перелётных птиц. Во время ежегодных миграций здесь обитают десятки тысяч черношейных поганок, трёхцветных плавунчиков, круглоносых плавунчиков, американских шилоклювок, крикливых зуёк и широконосок. Поганки Кларка и очковая каравайки — обычное явление в летние месяцы. Канадские казарки, белые гуси, гуси Росса и многие виды уток также распространены. Подсчёт птиц зафиксировал более 20 000 уток в озере за один раз. У озера встречаются кроличий сыч, белоголовый орлан и сапсан.

## История
Первое письменное упоминание об озере было сделано Джоном Уорком, руководителем экспедиции по добыче меха компании Компания Гудзонова залива. Уорк написал о посещении озера в своём дневнике 16 октября 1832 года, где назвал его Salt Lake.
Озеро Аберт было названо лейтенантом Джоном К. Фримонтом во время его картографической экспедиции 1843 года через центральный и южный Орегон. Фримонт назвал его в честь полковника Джона Джеймса Аберта, который был начальником армейского корпуса инженеров-топографов. 20 декабря 1843 года Фримонт описал открытие и наименование озера Аберт следующим образом:
[Мы] внезапно увидели другое и намного более крупное озеро, которое вдоль восточного берега было окаймлено высоким чёрным хребтом. Озеро, когда мы впервые увидели его, показало красивую гладь воды; и я дал ему имя озеро Аберт, в честь начальника корпуса, к которому я принадлежу…

## Человеческая деятельность
Сегодня Бюро землеустройства несёт ответственность за озеро Аберт и земли вокруг него. Существует участок для выпаса скота, который граничит с юго-западной береговой линией озера и занимает 6886 акров (27,87 км²). Территория полузасушливая, среди основных видов растительности — бурачник обыкновенный и большая полынь.
Из-за чрезвычайной щёлочности на озере не проводятся развлекательные мероприятия, так как плавание или длительный контакт с водой озера может быть вредным для человека. На озере Аберт нет развитых кемпингов. Единственным распространённым видом отдыха на озере Аберт является наблюдение за птицами.